# Klanica
Klanica (em cirílico: Кланица) é uma vila da Sérvia localizada no município de Valjevo, pertencente ao distrito de Kolubara. A sua população era de 529 habitantes segundo o censo de 2011.

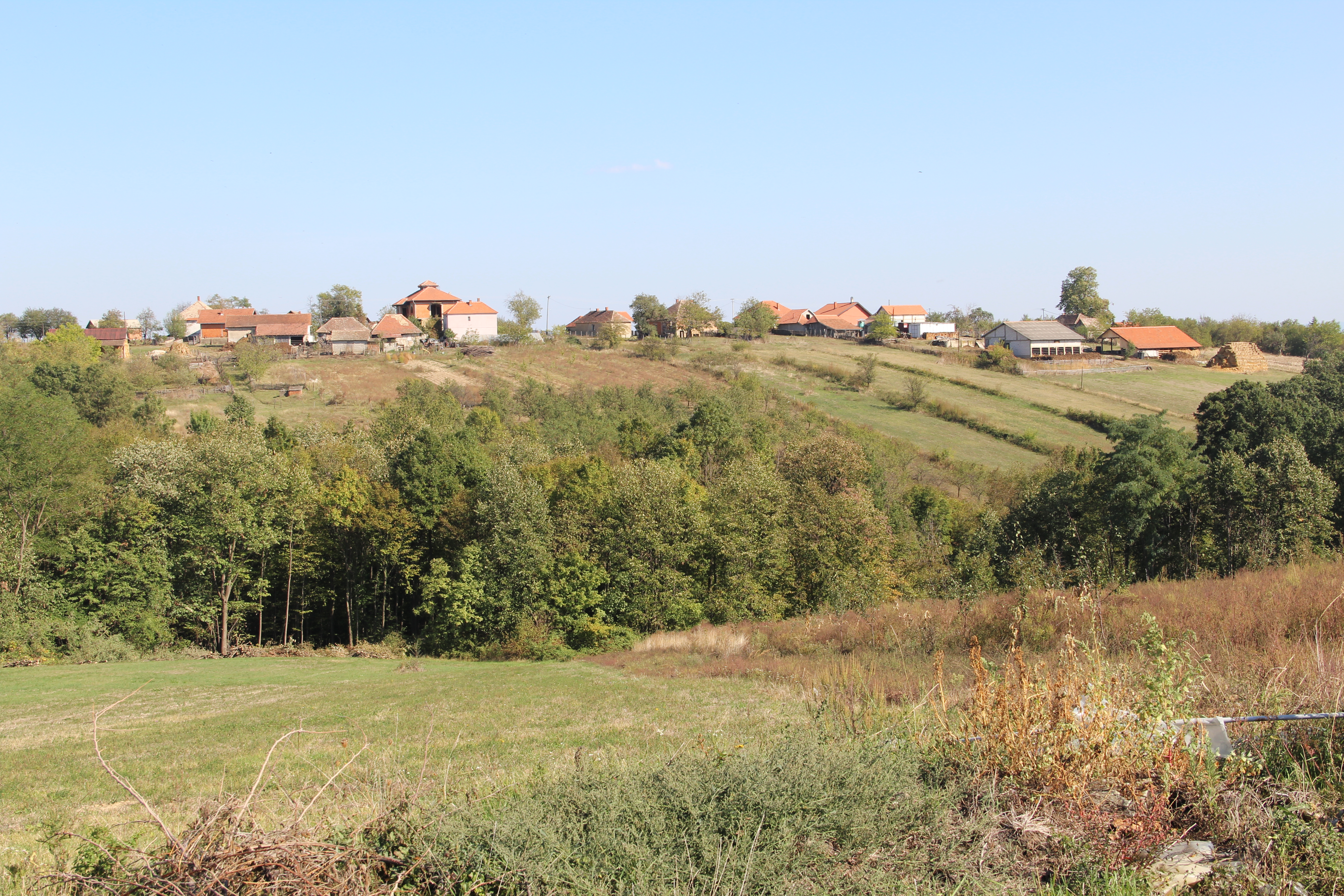
Klanica - Panorama
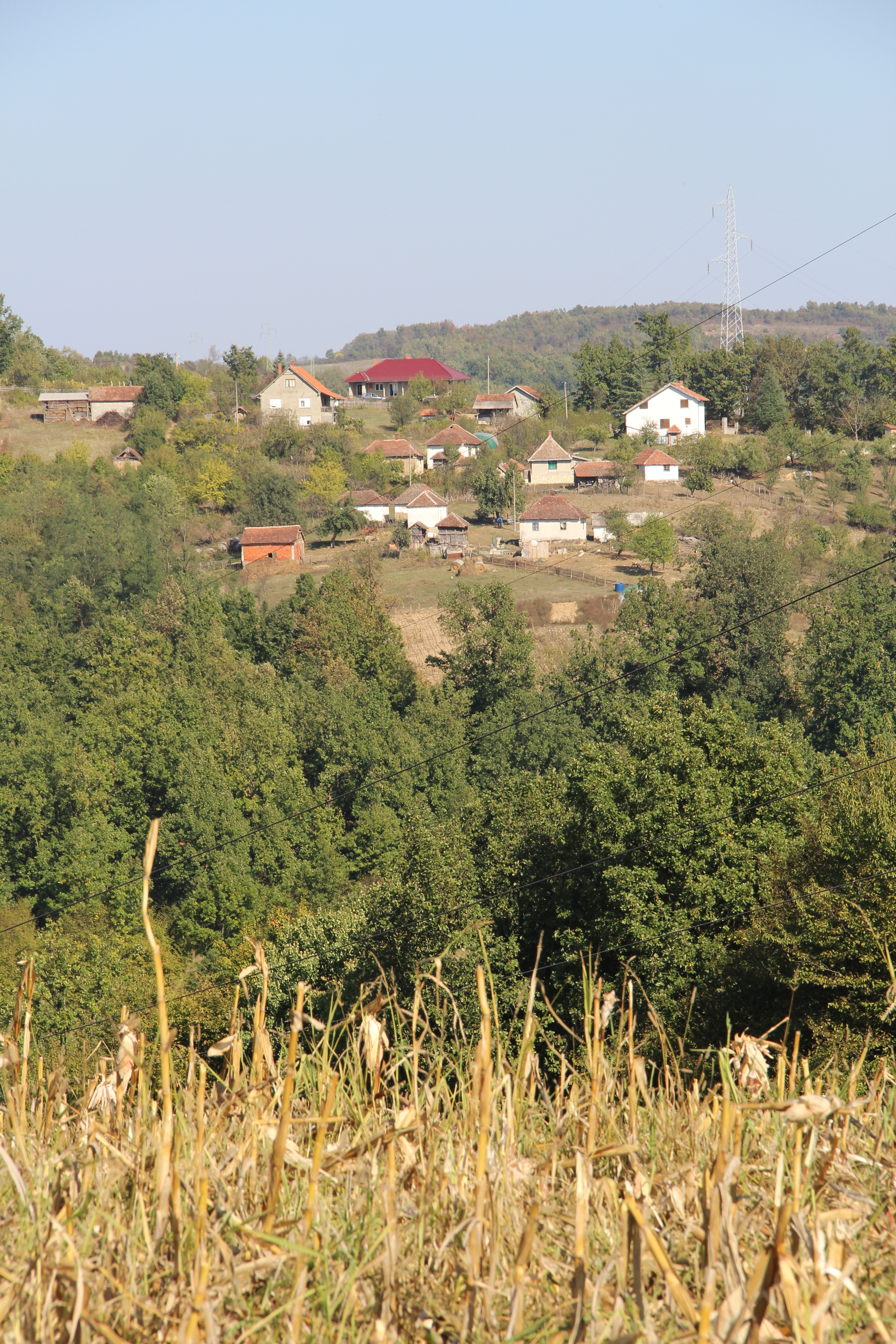
Klanica - Panorama
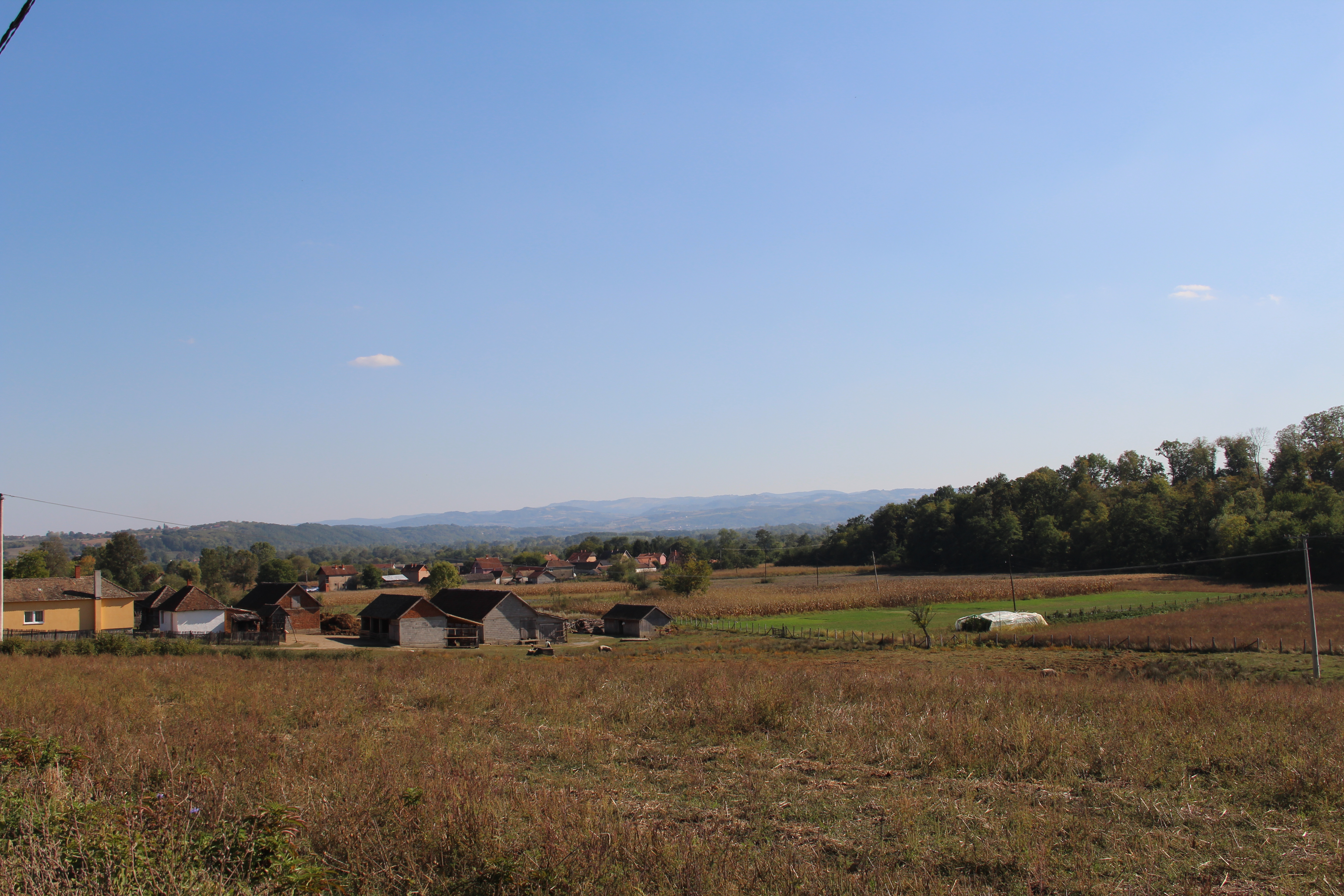
Klanica - Panorama
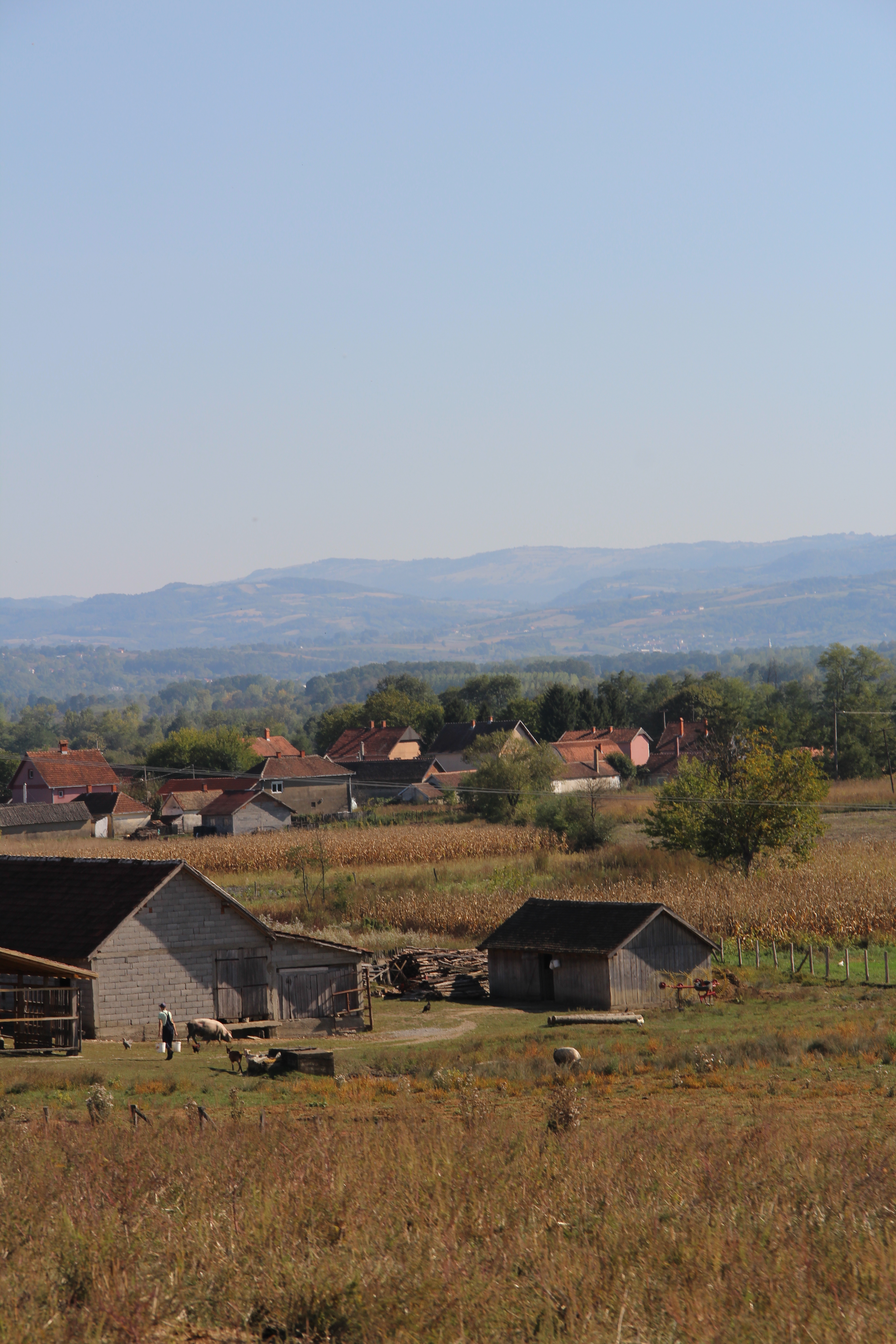
Klanica - Panorama
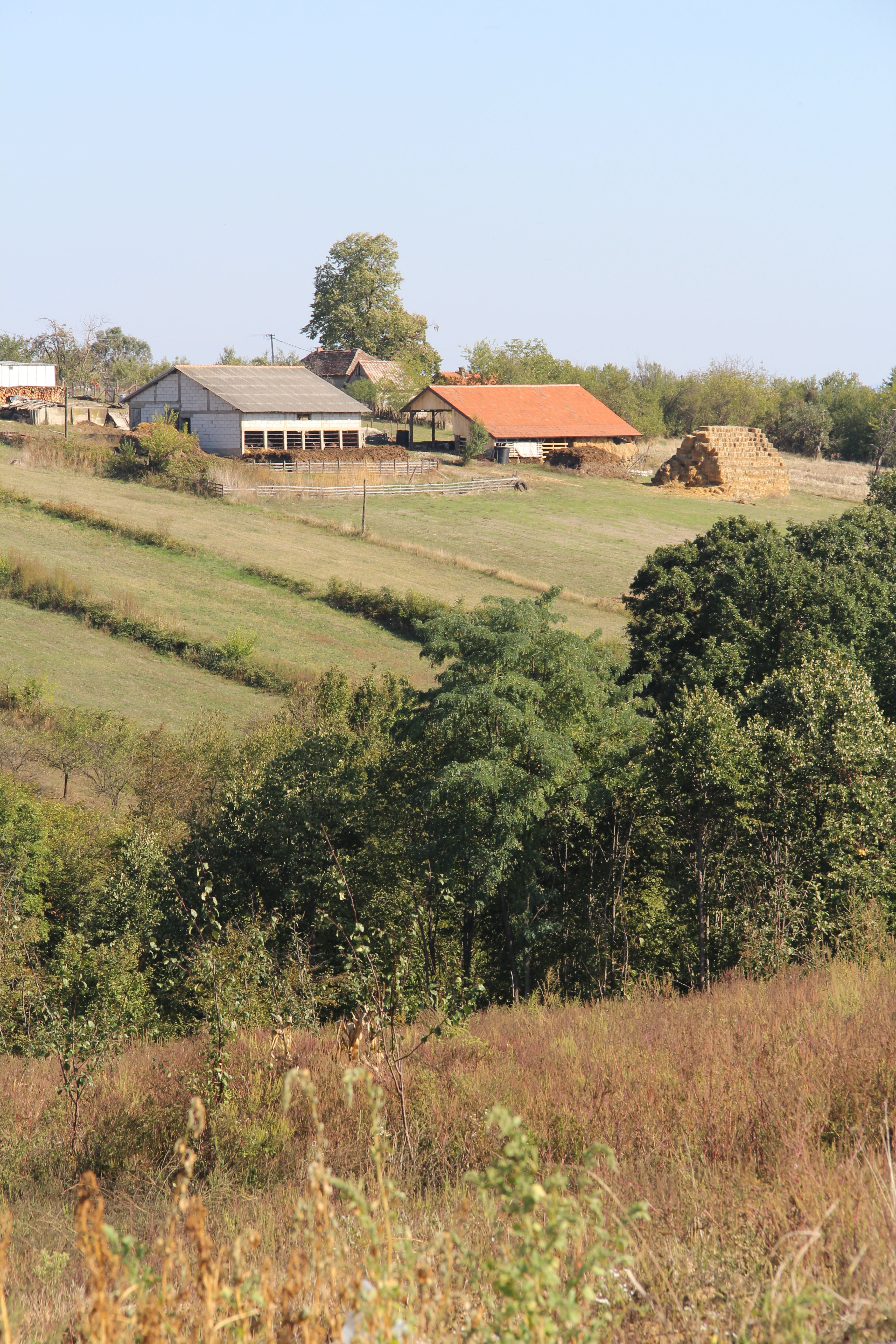
Klanica - Panorama
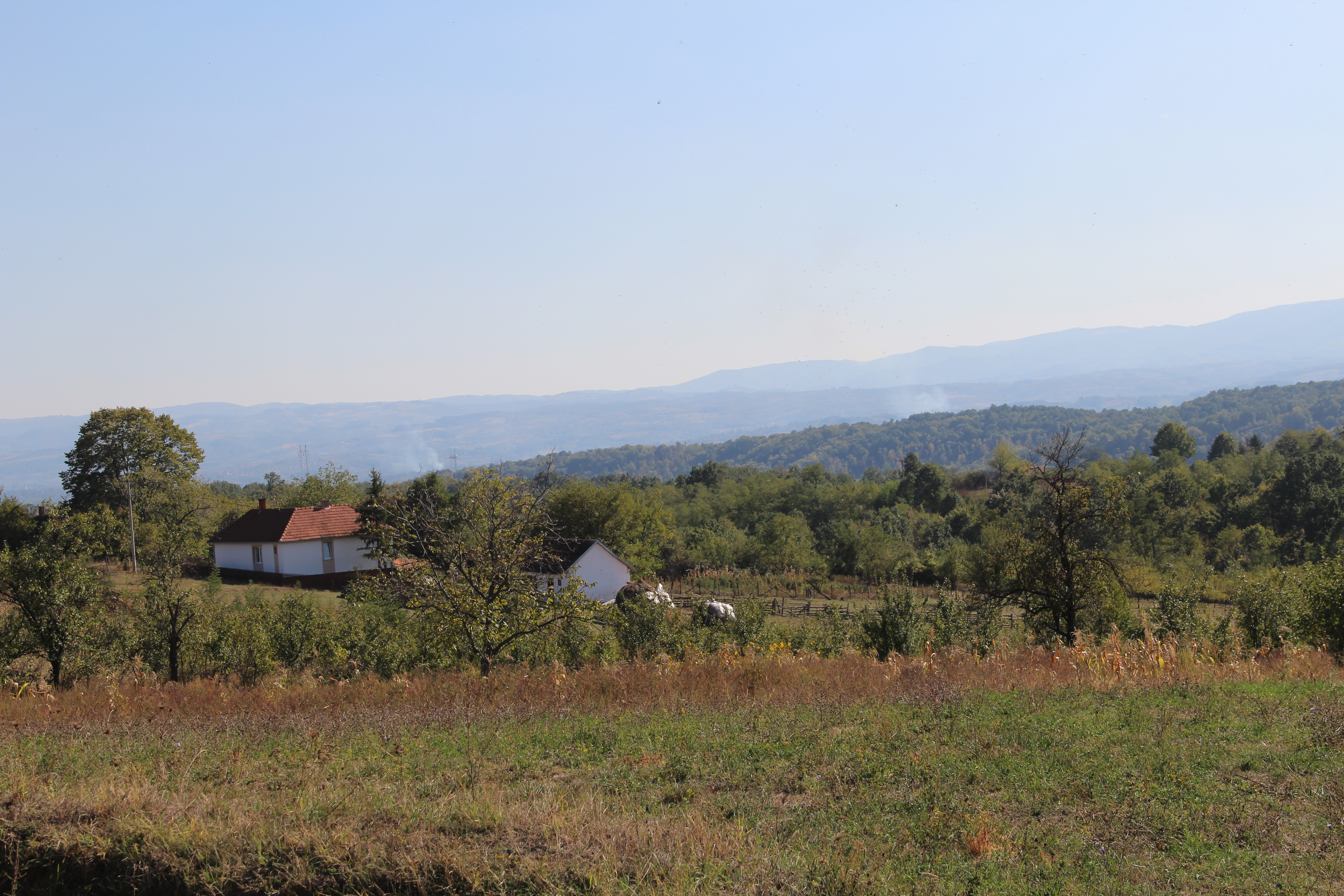
Klanica - Panorama
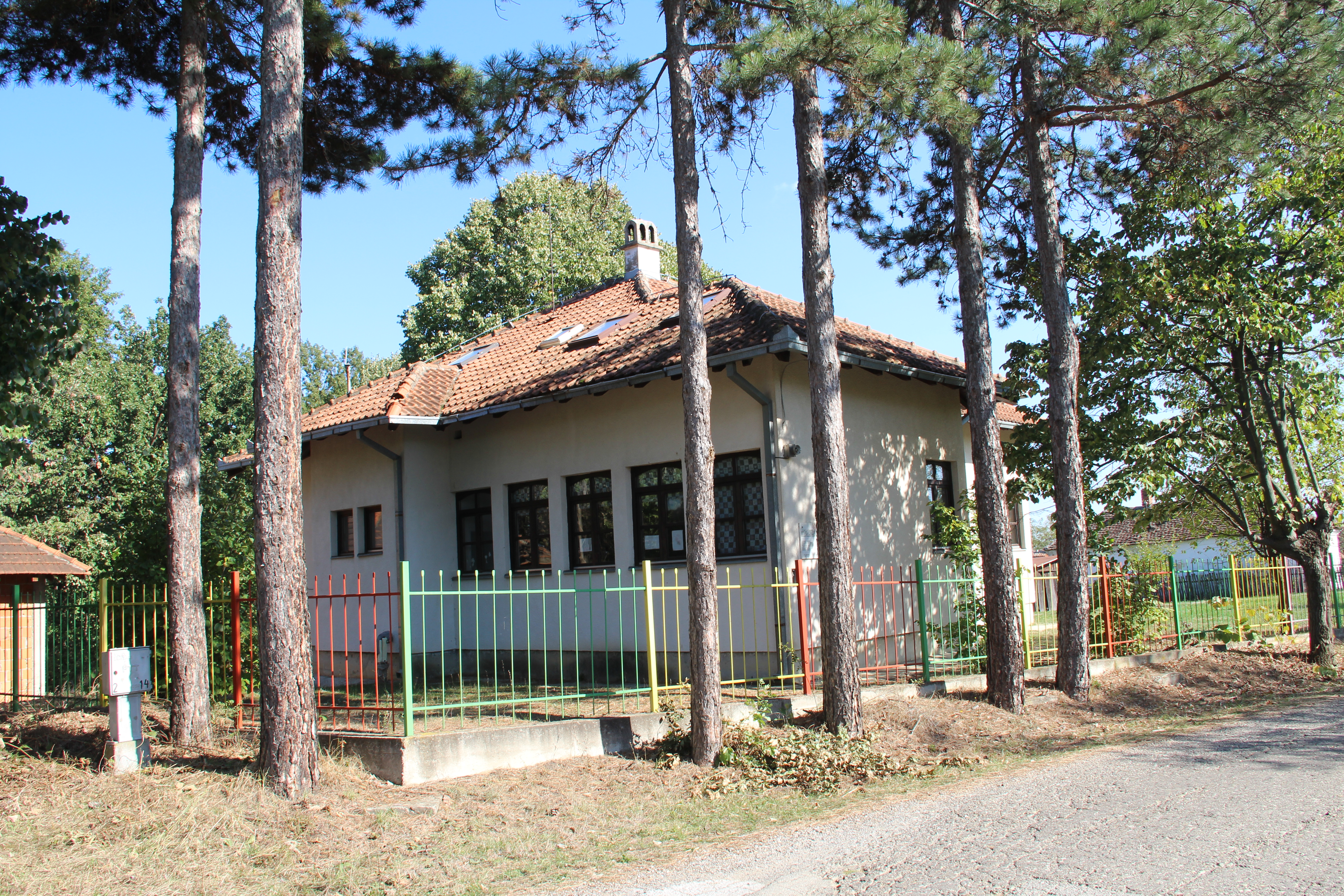
Klanica - eskola
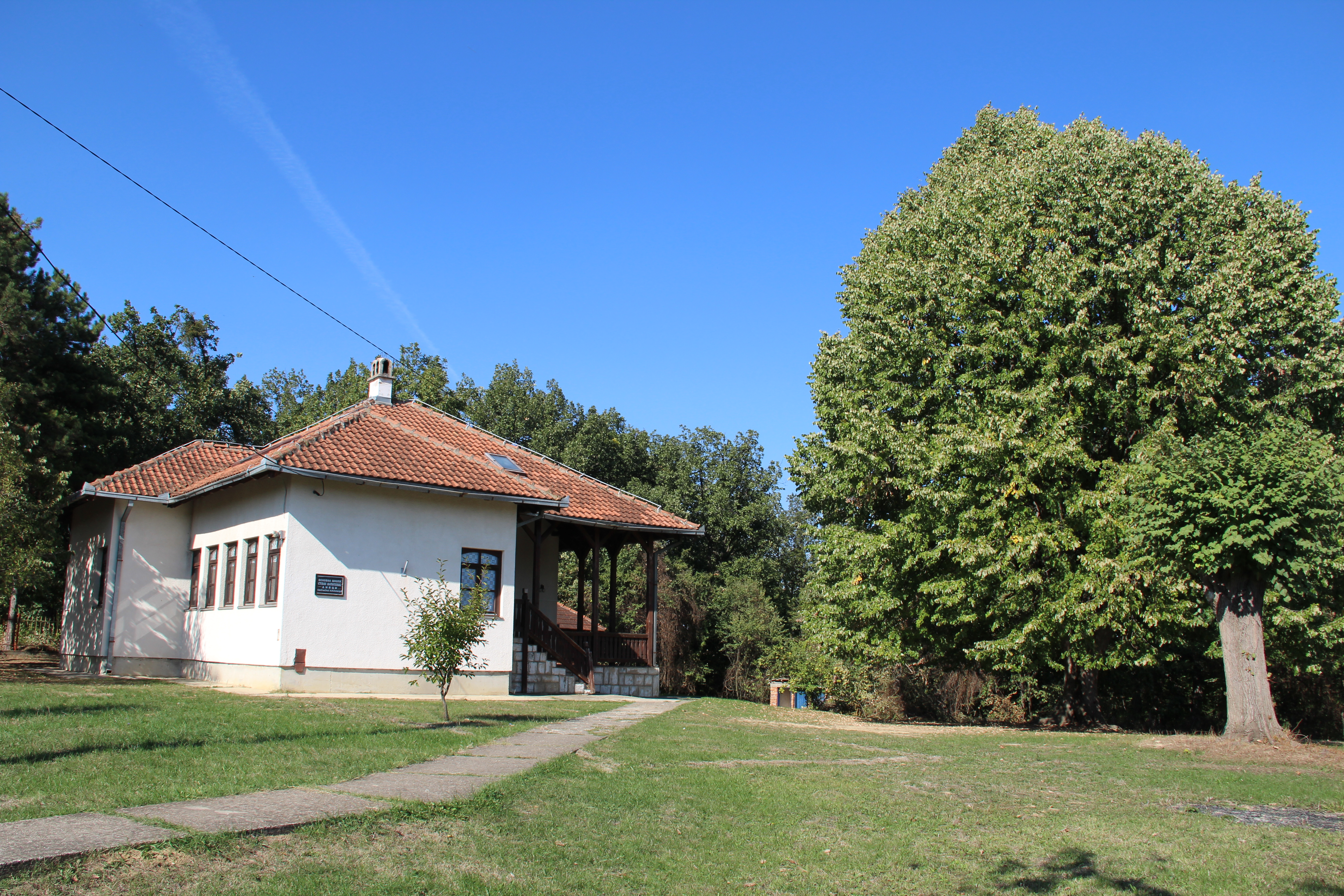
Klanica - eskola
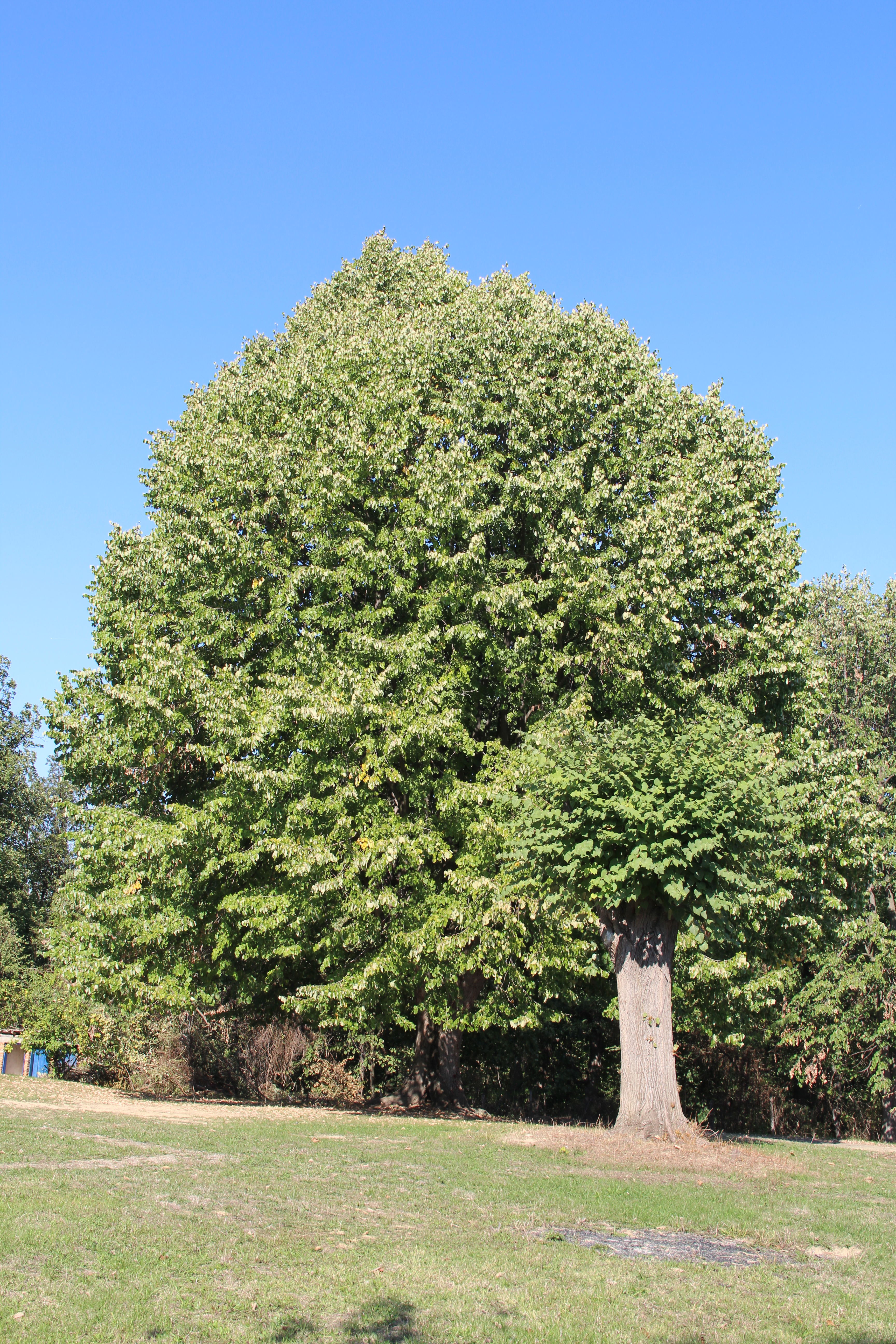
Klanica - árvore de limão velho no pátio da escola
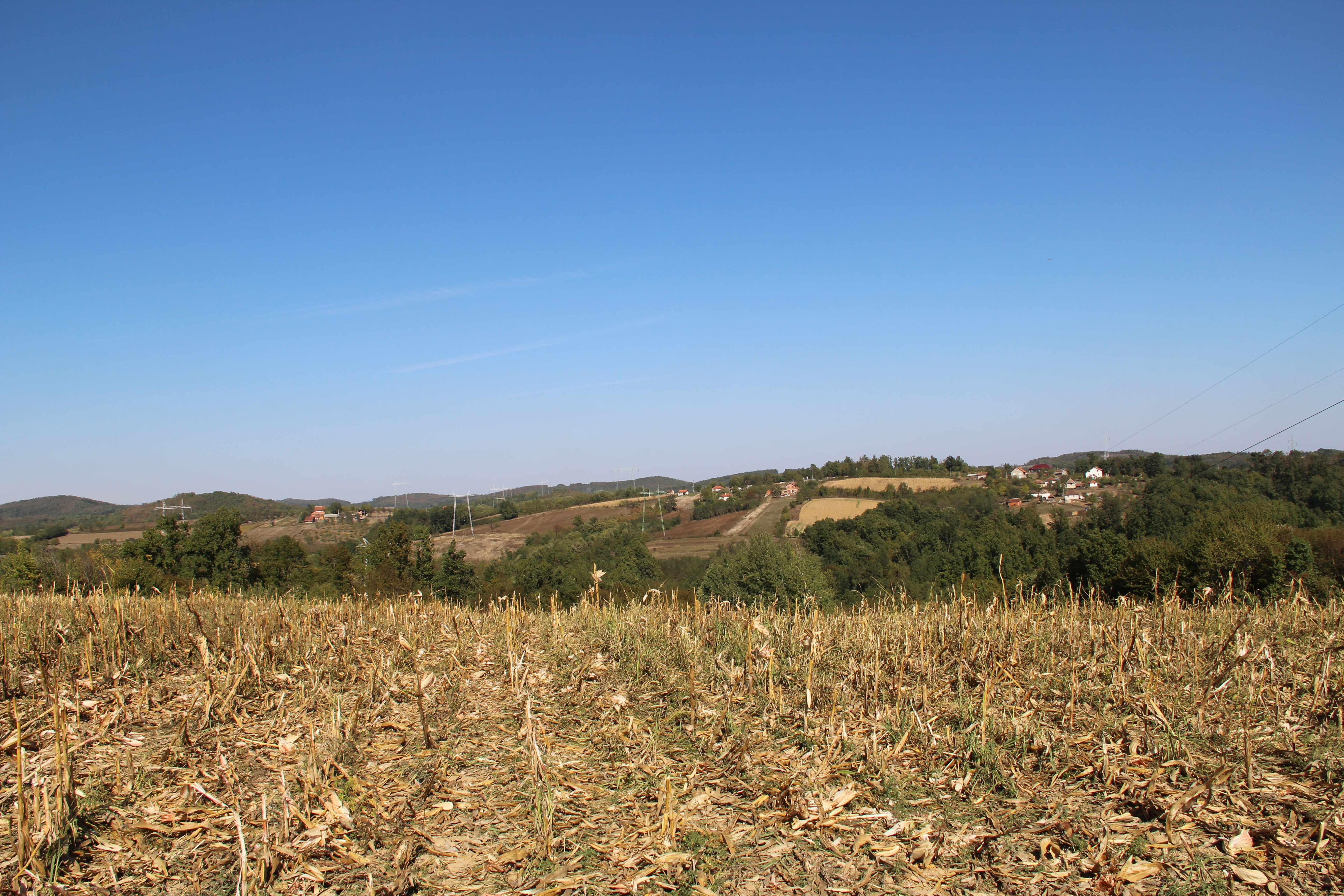
Klanica - Panorama

## Demografia
| 1948 | 1953 | 1961 | 1971 | 1981 | 1991 | 2002 | 2011 |
| ---- | ---- | ---- | ---- | ---- | ---- | ---- | ---- |
| 814  | 866  | 781  | 737  | 665  | 617  | 590  | 529  |